# Dïdar Jalmuqan
Dïdar Qaýratulı Jalmuqan (in kazako Дидар Қайратұлы Жалмұқан?; Şubarqudıq, 22 maggio 1996) è un calciatore kazako, centrocampista del Qaisar.

## Palmarès

### Club

#### Competizioni nazionali
- Supercoppa del Kazakistan: 2

Astana: 2019, 2020
- Campionato kazako: 1

Astana: 2019